# Fonte Longa (Carrazeda de Ansiães)
Pour les articles homonymes, voir Fonte Longa.
Fonte Longa est une freguesia portugaise de la municipalité de Carrazeda de Ansiães, de 13,33 km2 de superficie.
Au 19 avril 2021 sa population est de 258 habitants.